# Dentelle de Bruxelles
'Dentelle de Bruxelles' est un cultivar de rosier obtenu en 1988 par le rosiériste belge Louis Lens. Il est issu d'un croisement 'Kiftsgate' (Murell, 1954) x 'Violet Hood' (Lens, 1973). 

## Description
'Dentelle de Bruxelles' est un rosier grimpant (pouvant être conduit en grand arbuste) à la floraison exubérante en juin d'une multitude de fleurs simples ou mi-doubles laissant la place en septembre à des fruits rouges très décoratifs. Elles sont de couleur rouge violacé à pourpre avec un cœur plus pâle, laissant voir de larges étamines d'or et mesurent 4 à 6 cm de diamètre (6 à 19 pétales). La profusion de fleurs couvre entièrement la plante qui peut atteindre 4 mètres et parfois plus.
Sa zone de rusticité est de 4b à 9b. Cette variété résiste donc aux hivers très rigoureux.
Cette variété est parfaite grâce à ses longues lianes pour couvrir des arceaux, des pergolas, etc.  